# Thecla hybla
Thecla hybla är en fjärilsart som beskrevs av Druce 1907. Thecla hybla ingår i släktet Thecla och familjen juvelvingar. Inga underarter finns listade i Catalogue of Life.